# Forshälla församling
Forshälla församling var en församling i Göteborgs stift och i Uddevalla kommun. Församlingen uppgick 2011 i Ljungskile församling.

## Administrativ historik
Församlingen har medeltida ursprung. 
Församlingen var till 2011 moderförsamling i pastoratet Forshälla, Resteröd, Ljung och Grinneröd. Församlingen uppgick 2011 i Ljungskile församling.

## Kyrkobyggnader
- Forshälla kyrka

### Fotnoter
1. ↑  ”Förteckning (Sveriges församlingar genom tiderna)”. Skatteverket. 1989. http://www.skatteverket.se/privat/folkbokforing/omfolkbokforing/folkbokforingigaridag/sverigesforsamlingargenomtiderna/forteckning.4.18e1b10334ebe8bc80003999.html. Läst 17 december 2013.
2. ↑  ”Församlingar”. Statistiska centralbyrån. https://www.scb.se/hitta-statistik/regional-statistik-och-kartor/regionala-indelningar/forsamlingar/. Läst 30 december 2022.